# Бенту-Гонсалвис
Бенту-Гонсалвис (порт. Bento Gonçalves) — муниципалитет в Бразилии, входит в штат Риу-Гранди-ду-Сул. Составная часть мезорегиона Северо-восток штата Риу-Гранди-ду-Сул. Входит в экономико-статистический микрорегион Кашиас-ду-Сул. Население составляет 100 643 человека на 2007 год. Занимает площадь 382,5км². Плотность населения — 376,5 чел./км².

## История
Город основан 11 октября 1890 года. Назван в честь генерала Бенту Гонсалвиса. В 1907 году здесь родился Эрнесту Гайзел, президент Бразилии в 1974—1979.

## Статистика
- Валовой внутренний продукт на 2006 составляет R$ 2.367.582,00 реалов (данные: Бразильский институт географии и статистики).
- Валовой внутренний продукт на душу населения на 2006 составляет R$ 22.763,00. реалов (данные: Бразильский институт географии и статистики).
- Индекс развития человеческого потенциала на 2000 составляет 0,870 (данные: Программа развития ООН).

## География
Климат местности: субтропический. В соответствии с классификацией Кёппена, климат относится к категории Cfa.